# AOA
AOA (hangul: 에이오에이; acrônimo para Ace of Angels), foi um grupo feminino sul-coreano formado pela FNC Entertainment em 2012. A formação do grupo incluía Choa, Mina, Jimin e Yuna, Seolhyun, Hyejeong e Chan mi que anunciaram saída do grupo em 2017, 2019, 2020, 2021, 2022, 2023 e 2024 respectivamente. Youkyung saiu da FNC em 2016, fazia parte apenas da sub unit AOA Black. O grupo estreou oficialmente em julho de 2012 com o lançamento do single "Elvis".

## História

### 2012–2013: Estreia comElvis, Wanna Be,AOA Black eRed Motion
As oito integrantes do grupo foram introduzidas oficialmente através de fotos teasers divulgadas em 16 de julho.  O grupo foi revelado como um grupo de dança com algumas integrantes também tocando instrumentos. Explicando seu conceito de estréia, a FNC Entertainment revelou que as sete integrantes são "full angels": Choaya (Choa), Jiminel (Jimin), Yunaria (Yuna), Hyejeong.Linus (Hyejeong), Minaring (Mina), Seolhyunari (Seolhyun) e Chanmi T.T (Chanmi), enquanto Youkyoung (ou Y) é listada como uma "half-angel/half-mortal", por ser apenas uma integrante fixa quando o grupo promove como uma banda. É por isso que o grupo também é chamado de "7+1".
O álbum-single de estréia "Angel's Story" vazou dia 18 de julho, dois antes do lançamento oficial. O vídeo musical para a faixa "Elvis" foi lançado em 30 de julho. O grupo teve sua estréia no M! Countdown em 9 de agosto e depois no Music Bank no dia 10.
A FNC Entertainment confirmou que o grupo iria retornar com seu segundo single-álbum "Wanna Be" em 10 de outubro, a capa do álbum foi lançada juntamente com o anúncio; a capa do álbum retratada com as oito integrantes como diferentes personagens fictícios. Hyejeong, Jimin, Choa, Yuna, Chanmi, Mina, Seolhyun e Youkyung vestidas como personagens de Kill Bill, Léon, Legalmente Loira, Tomb Raider, Harry Potter, Breakfast at Tiffany's, Romeu e Julieta e O Quinto Elemento respectivamente. Foi confirmado que uma subunidade em forma de banda de cinco integrantes iria realizar uma performance na primeira semana de promoções para "Get Out". A banda com o título de AOA Black, fez sua primeira aparição em 10 de outubro no KM's Music Triangle e performou uma versão em banda de "Get Out" pela primeira vez. A banda fez sua segunda aparição no Music Bank em 12 de outubro.
Em 11 de julho de 2013, foi anunciado que a subunidade AOA BLACK (composta por Choa, Jimin, Yuna, Youkyung e Mina) iriam fazer seu retorno com o terceiro single-álbum com a faixa-título "MOYA". O álbum e o MV foram lançados em 26 de Julho. AOA BLACK fez seu primeiro retorno no KBS Music Bank no mesmo dia.
Em 9 de outubro, o vídeo musical da faixa "Confused" foi lançado. O novo single-álbum, "Red Motion", foi lançado em 13 de Outubro junto com um "eye contact version" de um Dance Practice.

### 2014–2015:Miniskirt, Short Hair, Like a Cat, Heart Attacke estreia no japão
Em 16 de janeiro, o grupo retornou com outro conceito sexy e lançaram seu quinto single-álbum, junto com o vídeo musical da faixa-título "Miniskirt", a qual foi produzida por Brave Brothers, ElephantKingdom e Galactika. Em 9 de fevereiro, AOA comemorou sua primeira vitória no show de música Inkigayo com "Miniskirt".
AOA lançou a faixa-título, "Short Hair" de seu primeiro mini-álbum em 19 de junho. O EP alcançou a posição número 1 em diferentes charts e também liderou a parada M!Countdown em julho. O vídeo musical de "Short Hair" ficou em oitavo lugar na Billboard's "Most Viewed K-pop Videos Around the World" para junho.
AOA performou a faixa Mr.Mr. de Girls' Generation, com os grupos BESTie e Girl's Day para a "Half-Year Special" edição do Music Bank em 27 e junho.
Em 11 de novembro, o grupo lançou seu segundo mini-álbum, "Like a Cat". Em 19 de novembro, AOA teve sua segunda vitória no Show Champion com a faixa-título "Like a Cat".
Em 2 de fevereiro de 2015, a FNC Entertainment lançou uma versão curta do vídeo musical em japonês de "Like a Cat", e alcançou o número 1 na Gayp! em visualizações diárias e classificação semanal. "Like a Cat" alcançou o número 6 no Oricon Daily Chart e o numero 1 na Tower Records Shibuya no seu primeiro dia de lançamento; é também classificada como número 3 no Oricon Daily Chart. AOA lançou seu single-álbum japonês "Like a Cat" em 25 de fevereiro. O álbum-single vem com as versões japonesas de "Elvis" e "Just the Two of Us".
O primeiro reality show do grupo "Open Up! AOA" estreou em 26 de fevereiro no site Naver. O show consiste em 10 episódios, com aproximadamente 10 minutos de duração, e foi ao ar todas as quintas-feiras. Todas as oito integrantes, incluindo Youkyung, estavam no programa. O grupo começou a filmar seu novo show de variedades junto da MBC Music chamado de "AOA One Fine Day" em Nanwan Monkey Island em Hainan na China em 7 de abril. "AOA One Fine Day" começou a ser transmitido em 13 de junho.
Em 2 de junho, o grupo confirmou que iria retornar em meados de Junho com seu novo mini-álbum "Heart Attack" e fizeram um showcase no dia 22 de junho no AX-Hall Seoul.
Em Agosto, o grupo fez sua primeira aparição nos Estados Unidos performando no KCON 2015 em Los Angeles no dia 2 de Agosto e Nova York no dia 8. No mesmo mês, foi revelado que AOA iria fazer um retorno no Japão com seu primeiro álbum, "Ace of Angels", sendo o primeiro completo do grupo a ser lançado, com seus 8 singles japoneses anteriores e 3 novas faixas, incluindo a faixa-título "Oh Boy". O álbum foi oficialmente lançado em 14 de outubro.
Seolhyun foi escolhida para sediar a KBS Entertainment Awards de 2015 juntamente com o comediante Shin Dong-yup e o cantor Sung Si-kyung.

### 2016: AOA Cream,Good Luck, saída de Youkyung eRunway
Em 1 de janeiro, foi anunciado que AOA iria fazer um retorno no primeiro semestre do ano, e que AOA Black também iria lançar novas faixas.
Em 27 de janeiro, a FNC Entertainment disse em uma entrevista: "Yuna, Hyejeong e Chanmi irão promover como uma sub-unidade do grupo. Elas estão previstas para lançar uma faixa em fevereiro. Nós pedimos um monte de antecipação." Em 31 de janeiro, foi confirmado que sub-unidade iria se chamar AOA Cream e que elas iriam estrear em 12 de fevereiro. No dia seguinte, foram lançados teasers em sua página oficial. A faixa-título "I'm Jelly Baby" foi composta por Black Eyed Pilseung.
Em 3 de março, Jimin fez sua estréia solo com a faixa "Call You Bae" com a participação do integrante do EXO, Xiumin.
Em 12 de abril, AOA sediou seu novo show, “OnStyle Live” - "Channel AOA”. “OnStyle Live” que é uma série que caracteriza estrelas de seus próprios shows ao vivo. Os shows são transmitidos ao vivo e depois repetem no dia seguinte.
A FNC Entertainment anunciou no dia 1 de maio, que o grupo iria lançar seu quarto mini-álbum "Good Luck" no dia 16 do mesmo mês.
Em quase meia noite do dia 8 para o dia 9 agosto as integrantes do AOA, incluindo Youkyung, postaram 9 fotos de quadrados como mensagem para Elvis (nome dos fãs de AOA), em um pedaço de papel em sua respectiva conta do Instagram para comemorar seu quarto aniversário. Elas também surpreenderam seus fãs lançando um filme Making of de "Cherry Pop".
No dia 15 de outubro, a FNC Entertainment postou um comunicado oficial no fan cafe do AOA para informar que Youkyung não faz mais parte da empresa. O comunicado dizia o seguinte:
“Olá, aqui é a FNC Entertainment. Estamos aqui para dar algumas notícias ruins aos fãs. Gostaríamos de anunciar que o contrato com a baterista do AOA, Youkyung chegou ao final. Nós chegamos nessa conclusão depois de uma longa e dura conversa, e decidimos respeitar os desejos da idol. Apesar do fato do contrato de Youkyung ter terminado com nossa empresa, ela planeja se juntar aos projetos do AOA como membro honorário, continuando seu papel de baterista. Nós gostaríamos de agradecer os fãs que encorajaram ela, e pedimos que sempre a apoiem. Ela terá um novo começo agora, assim como as demais integrantes do AOA. Obrigado.”
Em 3 de outubro, AOA anunciou que iria lançar seu segundo álbum japonês, "Runway", em 30 de novembro. O álbum inclui as faixas lançadas anteriormente em seu quarto álbum single japonês: "Give Me the Love" com a participação de Takanori Nishikawa, as versões japonesas de "Good Luck," "10 Seconds" e "Still Falls the Rain", além de um cover da canção "Wow War Tonight 〜Get On Up Join Our Movement (Girls Version)" de H Jungle, e a versão japonesa de "Cherry Pop" acompanhada de seis novas faixas.

### 2017:Angel's Knocke saída de Choa
Em 21 de dezembro de 2016, FNC Entertainment anunciou os detalhes para o primeiro álbum completo em coreano do grupo intitulado Angel's Knock, que foi lançado em 2 de janeiro de 2017. Teasers foram revelados durante a semana de 26-30 de dezembro de 2016 em uma web página especial para o grupo.
Depois de vários rumores e uma pequena pausa, Choa anunciou oficialmente sua saída do grupo em 22 de junho através do seu instagram em uma carta aberta aos fãs;
“Olá, essa é a Choa. Muitas pessoas deram muita atenção à minha parada súbita nas minhas atividades e se preocuparam comigo, e eu estou muito agradecida mas sinto muito. É um pouco tarde mas eu queria que vocês soubessem por que eu tive que descansar e sobre a decisão que eu fiz depois de pensar no assunto.
Assim que eu debutei no grupo AOA, nós não recebemos muito amor logo de cara então eu sei o quão preciosa é a quantidade de amor que nós recebemos e eu sou sempre agradecida por isso.
Eu era a mais velha do grupo, mas eu ainda era muito nova. Enquanto promovia, houve muitas vezes em que eu quis chorar. Mas eu sabia bem que pessoas olhavam para mim para ver minha aparência alegre. Meu coração estava chorando, mas eu tinha que parecer alegre repetidamente. E quanto mais eu brigava comigo mesma, eu descobri que lentamente estava ficando mais doente.
Eu tentei tomar remédios para tratar minha insônia e depressão. Há 2 anos, eu comecei a lentamente diminuir meus compromissos, mas os problemas não eram por causa da minha exaustão, então eu parei com todas as minhas atividades.
Eu pensei nas pessoas que estavam esperando por mim, e tentei voltar para recompensar as pessoas que estavam esperando. Continuar a descansar causaria a persistência da atenção negativa [que eu estava recebendo], e eu senti que haveria muito mais dano feito às minhas membros [do grupo].
Num acordo com a minha companhia, a partir de hoje eu estarei saindo do grupo AOA e irei apoiar as atividades das minhas integrantes.
Eu senti que fui capaz de aprender muito durante os 8 anos que passei me preparando para me tornar e ser ativa como uma celebridade. Eu também penso que tempos difíceis como agora são uma parte do que me ajudará a crescer. Aos 28 anos esse ano, eu vou lentamente olhar para trás para mim mesma e eu gostaria de preencher o resto dos meus 20 anos com tantas experiências quanto as atividades dos últimos 8 anos.
Eu não tenho mais medo. Eu não estou pensando em fazer quaisquer atividades além das que já estão agendadas. Se ainda há pessoas que irão me apoiar, eu gostaria de retribuir como uma eu melhor do que agora. Eu falho em muitos aspectos, então eu realmente gostaria de agradecer às várias pessoas que me apoiaram e se preocuparam comigo até o fim. Muito obrigada às minhas integrantes que caminharam um longo caminho comigo, e às muitas pessoas que nos ajudaram a preencher os aspectos em que nós falhávamos para que pudéssemos ser amadas. Eu gostaria de expressar gratidão sincera às muitas pessoas que me amaram e amaram ao AOA até agora.”
Depois que ela anunciou pessoalmente sua partida do grupo, a FNC afirmou que haveria mais discussões sobre o assunto. Em 30 de junho, a agência confirmou oficialmente que ela, de fato, deixaria o AOA, afirmando: "A empresa respeitará o lado de ChoA, e sua saída do AOA foi decidida".
A empresa acrescentou: "Está previsto que os membros vão encontrar os fãs através de várias atividades. Pedimos o amor e o apoio de todos os fãs".

### 2018:Bingle Bangle
Depois de um ano e três meses de inatividade, no dia 28 de maio de 2018, AOA lançou um EP intitulado Bingle Bangle, com um total de 6 faixas, incluindo o single "Bingle Bangle".

### 2019: A saída de Mina, participação no Queendom eNew Moon
Após o hiatus de 1 ano desde Bingle Bangle, muito foi especulado sobre as meninas renovarem ou não seu contrato. O que todos esperavam, era que o AOA fosse dar disband. Porém, para a surpresa dos fãs, todas renovaram seus contratos exceto a Mina. Segundo a FNC, o grupo continuará suas atividades agora com 5 integrantes.
No dia 29 de agosto de 2019 até 31 de outubro, AOA participou do reality show da Mnet "Queendom", onde elas ficaram em 4°lugar, atrás do (G)I-DLE, Oh My Girl e MAMAMOO.
Em 26 de novembro, AOA fez seu primeiro comeback com 5 integrantes. O nome do sexto mini-álbum é "New Moon'', com o single principal "Come See Me". Os outros singles são : "Sorry", "Magic Spell", "Ninety Nine" e "My Way". Segundo a FNC Entertainment, o conceito seria "New Moon, New AOA", e que elas estariam criando sua própria lua após se libertar de conceitos limitados.

### 2020: Polêmica envolvendo Mina e Jimin e saída de Jimin
Em 3 de julho, Mina publicou em sua conta pessoal no Instagram que saiu do AOA porque Jimin fazia bullying com ela durante dez anos e, por conta disso, ela diz sofrer com depressão e transtornos de ansiedade. Entretanto Jimin negou que tenha feito isso com ela através de um stories em sua conta no Instagram, publicando apenas a palavra "ficção", mas logo em seguida o post foi apagado. Horas depois, Mina publicou uma foto com o braço machucado mostrando sua tentativa de suicídio.
Por conta de toda a polêmica, no dia 04 de julho, a FNC Entertainment anunciou que Jimin deixou de ser membro do AOA e que não faria mais parte da industria do entretenimento.

### 2021–2023: Saídas de Yuna, Seolhyun e Hyejeong
Em 1º de janeiro de 2021, a FNC Entertainment anunciou que o contrato de Yuna havia expirado e que ela deixaria a empresa.
Em 20 de outubro de 2022, foi anunciado que Seolhyun também deixaria a empresa.
Em 15 de março de 2023, Hyejeong mudou-se da FNC para a TH Company.
2024: Saída de Chan mi.
No dia 21 de julho de 2024, através da sua conta na plataforma do Instagram, Chan mi que atende agora por Dohwa, anunciou que deixou a FNC Entertainment. 

### Ex-integrantes
- Choa (hangul: 초아), nascida Park Choah (hangul: 박초아) em Incheon, Coreia do Sul em 6 de março de 1990 (35 anos)
- Jimin (hangul: 지민), nascida Shin Jimin (hangul: 신지민) em Seul, Coreia do Sul em 8 de janeiro de 1991 (34 anos).
- Yuna (hangul: 유나), nascida Seo Yuna (hangul: 서유나) em Busan, Coreia do Sul em 30 de dezembro de 1992 (32 anos).
- Youkyung (hangul: 유경), nascida Seo Youkyung (hangul: 서유경) em Seul, Coreia do Sul em 15 de março de 1993 (32 anos). Era integrante apenas no AOA Black.
- Hyejeong (hangul: 혜정), nascida Shin Hyejeong (hangul: 신혜정) em Seul, Coreia do Sul em 10 de agosto de 1993 (31 anos).
- Mina (hangul: 민아), nascida Kwon Minah (hangul: 권민아) em Busan, Coreia do Sul em 21 de setembro de 1993 (31 anos).
- Seolhyun (hangul: 설현), nascida Kim Seolhyun (hangul: 김설현) em Bucheon, Coreia do Sul em 3 de janeiro de 1995 (30 anos).
- Chanmi (hangul: 찬미), nascida Kim Chanmi (hangul: 김찬미) em Gumi, Coreia do Sul em 19 de junho de 1996 (28 anos).

### Repartição das subunidades
- AOA Black: Choa, Jimin, Yuna, Youkyung (convidada) e Mina
- AOA Cream: Yuna, Hyejeong e Chanmi
- AOA White (não promocional): Hyejeong, Seolhyun e Chanmi

## Discografia

### Full álbuns
| Álbum         | Ano  | Titulo              | Idioma  |
| ------------- | ---- | ------------------- | ------- |
| Ace Of Angels | 2015 | Oh Boy!             | Japonês |
| RUNWAY        | 2016 | WOW WAR TONIGHT     | Japonês |
| Angel's Knock | 2017 | Excuse Me Bing Bing | Coreano |

### Mini álbuns
| Álbum         | Ano  | Título        | Idioma  |
| ------------- | ---- | ------------- | ------- |
| Short Hair    | 2014 | Short Hair    | Coreano |
| Like A Cat    | 2014 | Like A Cat    | Coreano |
| Heart Attack  | 2015 | Heart Attack  | Coreano |
| Good Luck     | 2016 | Good Luck     | Coreano |
| Bingle Bangle | 2018 | Bingle Bangle | Coreano |
| New Moon      | 2019 | Come See Me   | Coreano |

### Single álbuns
| Álbum                       | Ano  | Título                      | Idioma  |
| --------------------------- | ---- | --------------------------- | ------- |
| Angels' Story               | 2012 | Elvis                       | Coreano |
| WANNA BE                    | 2012 | Get Out                     | Coreano |
| Red Motion                  | 2013 | Confused                    | Coreano |
| Miniskirt                   | 2014 | Miniskirt                   | Coreano |
| Miniskirt -japanese ver-    | 2014 | Miniskirt -japanese ver-    | Japonês |
| Like A Cat -japanese ver-   | 2015 | Like A Cat -japanese ver-   | Japonês |
| Heart Attack -japanese ver- | 2015 | Heart Attack -japanese ver- | Japonês |
| Ai Wo Choudai               | 2016 | Ai Wo Choudai               | Japonês |
| Good Luck -japanese ver-    | 2016 | Good Luck -japanese ver-    | Japonês |

### Singles
| Ano  | Canção                           | Duração | Idioma  | Artista     |
| ---- | -------------------------------- | ------- | ------- | ----------- |
| 2014 | You, Spread The Wings of Victory | 02:46   | Coreano | AOA         |
| 2018 | I'ts Christmas                   | 03:50   | Coreano | FNC Artists |
| 2019 | Egoistic                         | 03:35   | Coreano | AOA         |
| 2019 | Sorry                            | 03:39   | Coreano | AOA         |

## Prêmios e indicações
| Ano  | Prêmio                        | Categoria                     | Resultado |
| ---- | ----------------------------- | ----------------------------- | --------- |
| 2012 | Mnet Asian Music Awards       | Artista do Ano                | Indicado  |
| 2012 | Mnet Asian Music Awards       | Melhor Novo Artista Feminino  | Indicado  |
| 2012 | so-loved Awards 2012          | Melhor Recém-chegado Feminino | Indicado  |
| 2012 | 2012 Seoul Music Awards       | Prêmio Rookie ("Novato")      | Indicado  |
| 2012 | 2012 Seoul Music Awards       | Prêmio de Popularidade        | Indicado  |
| 2012 | 2012 SBS MTV Best of the Best | Melhor Novo Artista           | Indicado  |
| 2012 | 2012 Allkpop Awards           | Melhor Novo Artista Feminino  | Indicado  |